# Rondell Rawlins
Rondell Rawlins (1975 – 28 augusti 2008), även kallad "Fine Man", var en ökänd guyansk gängledare, född i grannlandet Surinam.
Rawlins rymde ur fängelse 2002 och ansågs vara ansvarig för många mord, rån och kidnappningar genom åren. Bland annat misstänktes han för mordet på en minister 2006.
2008 försvann Rawlins gravida flickvän. Han skyllde försvinnandet på polisen och svarade med hot om blodbad. Rawlins gäng intog Guyanas polishögkvarter fredag den 25 januari 2008. Ett par dagar tidigare dödades en soldat och ytterligare en skadades i en attack som samma gäng anklagades för. 
Myndighetskällor misstänker även att Rawlins var ansvarig för en massaker i byn Lusignan i Guyana natten till den 26 januari 2008. Bara några timmar efter attacken på polishögkvarteret anföll en grupp beväpnade män Lusignan och elva bybor - varav fem barn - sköts ihjäl.